# Lou McGarity
Lou McGarity  (* 22. Juli 1917 in Athens, Georgia; † 28. August 1971 in Alexandria, Virginia) war ein amerikanischer Jazz-Posaunist, Violinist und Sänger.

## Leben und Werk
Lou McGarity begann seine Karriere bei Ben Bernie (1938/40) und wurde bekannt als Mitglied in Benny Goodmans Orchester und Sextett, dem er in den 1940er Jahren angehörte. Als Solist war er in Titeln wie Limehouse Blues und If I Had You (1941) zu hören. In dieser Zeit spielte er auch mit Raymond Scott (1942/43) und Eddie Condon, arbeitete ansonsten als Studiomusiker in New York, so 1944 mit den V-Disc All-Stars. In den 1940er und 1950er Jahren spielte McGarity mit den Metronome All-Stars (1941), Neal Hefti, Cootie Williams, Peanuts Hucko, George Wettling, Max Kaminsky und Muggsy Spanier. McGarity wirkte auch als Studiomusiker bei der TV-Show von  Arthur Godfrey (Arthur Godfrey’s Talent Scouts) mit. Als Mitglied des Joe Lipman Orchestra begleitete er im Februar 1952 Charlie Parker bei der Aufnahme von I Can’t Get Started und What Is This Thing Called Love.
Er war auch als Sänger bekannt, etwa mit Blues in the Night mit Goodmans Sextett 1941; als Violinist in Tennessee Waltz mit Yank Lawson/Bob Haggart. Ende der 1950er Jahre nahm er unter eigenem Namen mehrere Alben auf, wie Like It Hot (1958) und war ein gesuchter Session-Musiker, u. a. im Orchester von Ray Conniff.
Sein Spiel auf der Posaune ist nach Jörgensen/Wiedemann von Jack Teagarden und J. C. Higginbotham beeinflusst.

## Diskographische Hinweise
Alben unter eigenem Namen
- Some Like It Hot (Jubilee Records)
- Blue Lou (Argo Records)

Alben als Sideman
- Peggy Lee & Benny Goodman: The Complete Recordings (Columbia Records)
- J. J. Johnson: J. J.’s Broadway (Verve Records)
- Jimmy McPartland: The Music Man Goes Dixieland (Epic Records)
- The World’s Greatest Jazz Band: The World’s Greatest Jazz Band Volume II (Douglass Phonodisc)